# Kloto
Kloto (gr. Κλωθώ Klōthṓ, łac. Clotho, Nona – "Prządka") – w mitologii greckiej jedna z trzech Mojr, wyznaczających czas życia i los człowieka. Kloto, przedstawiana z wrzecionem, przędła nić ludzkiego żywota. Miała dwie siostry – Lachesis, która jako pierwsza snuła nić, oraz Atropos, która przecinała ją, gdy życie dobiegało końca. 

## Obecność w nauce i kulturze
Nazwą Klotho opatrzono gen i białko, wykryte w 1997 r. u myszy (a później u ludzi), które opóźnia starzenie się organizmu, poprzez spowolnienie procesów miażdżycy, zrzeszotnienia kości, rozedmy itp. Japońscy odkrywcy (M. Kuro-o, Y. Matsumura, H. Aizawa) przy wyborze nazwy dla tego genu (jest to jedna z nielicznych nazw własnych genu) kierowali się mitologicznym znaczeniem tego imienia.
W powieści Bezsenność Stephena Kinga pojawia się istota nadludzka o imieniu Kloto. Kloto występuje także w powieści Balladyny i Romanse Ignacego Karpowicza.